# 2-es busz (Eger)
Az egri 2-es jelzésű autóbusz a Szalapart út és a Tihaméri malom között közlekedik a délelőtti órákban. A Tihaméri malomról indulva a Sas utcán keresztül jár. A viszonylatot a Volánbusz üzemelteti. 2021. június 29. óta útfelújítási munkálatok miatt a 2A járat közlekedése szünetel, pótlására a 2-es busz a délutáni órákban is közlekedik.

## Útvonala
| Tihaméri malom felé | Szalapart út felé |
| --- | --- |
| Szalapart út vá. – Szalapart utca – Ráckapu tér – Széchenyi István utca – Csiky Sándor utca – Barkóczy utca – Törvényház utca – Eszterházy tér – Hatvani kapu tér – Deák Ferenc utca – Hadnagy utca – Kertész utca – Tihaméri malom vá. | Tihaméri malom vá. – Kertész utca – Sas utca – Tinódi Sebestyén utca – Mocsáry Lajos utca – Hadnagy utca – Deák Ferenc utca – Hatvani kapu tér – Eszterházy tér – Törvényház utca – Barkóczy utca – Csiky Sándor utca – Széchenyi István utca – Ráckapu tér – II. Rákóczi Ferenc utca – Ráchegy utca – Iskola utca – Szalapart utca – Szalapart út vá. |

## Megállóhelyei
Az átszállási kapcsolatok között a délutáni órákban közlekedő 2A busz nincs feltüntetve.
| 2 (Szalapart út – Tihaméri malom) |                                     |          |                                                                                                  |
| Perc (↓)                          | Megállóhely                         | Perc (↑) | Megállóhelyet érintő járatok                                                                     |
| 0                                 | Szalapart út végállomás             | 15       |                                                                                                  |
| 1                                 | Iskola út                           | 14       |                                                                                                  |
| 4                                 | Tűzoltó tér                         | 12       | 5, 5A, 6, 7, 7A, 11, 12, 14, 14E, 16, 112, 3405, 3406                                            |
| 6                                 | Dobó Gimnázium                      | 10       | 5, 5A, 6, 7, 7A, 11, 12, 14, 14E, 16, 112, 3405, 3406 Távolsági járatok                          |
| 8                                 | Autóbusz-állomás                    | 8        | 4, 5, 5A, 6, 7, 7A, 11, 12, 14, 14E, 16, 112, 3405, 3406, 3410 Helyközi buszok Távolsági járatok |
| 9                                 | Bazilika                            | ∫        | 4, 5, 5A, 6, 7, 7A, 11, 12, 14, 14E, 112, 3405, 3406, 3410                                       |
| 10                                | Színház                             | 6        | 7, 7A, 11, 12, 14, 14E, 112, 3410 Helyközi buszok Távolsági járatok                              |
| ∫                                 | Sportpálya, bejárati út             | 5        | 11, 12, 14, 14E, 112, 3410 Helyközi buszok                                                       |
| 12                                | Hadnagy utca                        | ∫        | 3, 3A, 4, 5, 5A, 6, 16, 3405, 3406 Helyközi buszok Távolsági járatok                             |
| 13                                | Homok utca                          | ∫        | 3, 3A, 4, 5, 5A, 6, 16, 3405, 3406 Helyközi buszok Távolsági járatok                             |
| ∫                                 | Mocsáry Lajos út                    | 3        |                                                                                                  |
| ∫                                 | Lájer Dezső út                      | 2        |                                                                                                  |
| ∫                                 | Sas út (Tinódi utca)                | 1        | 3, 3A, 6, 16                                                                                     |
| 15                                | Tihaméri malom vonalközi végállomás | 0        | 3, 3A, 4, 5, 5A, 6, 16, 3405, 3406 Helyközi buszok                                               |